# WWE中重量級冠軍
WWE中重量級冠軍（英語：WWE Cruiserweight Championship），是隸屬於世界摔角娛樂旗下節目SmackDown的一退役冠軍項目，它成立於1991年的世界冠軍摔角（WCW），退役於2008年。